# Берил
Берилът е силикатен минерал на берилия и алуминия с хексагонална кристална решетка. Някои от разновидностите на берила (например смарагда и аквамарина) са скъпоценни камъни.
Химичният му състав е: 14,1% ВеО, 19% Al2О3, 66,9% SiO2. Често има примеси на натрий, калий, литий, цезий, рубидий, желязо, ванадий, понякога и хром. 

## Етимология
Наименованието берил произлиза от латинското beryllus, berillus.

## Разновидности
Берилът се среща в много разновидности с различни цветове в зависимост от примесите съдържащи се в него. Много от тях са скъпоценни камъни.
| Нешлифован | Шлифован | Разновидност            | Цвят             | Примеси обуславящи цвета |
| ---------- | -------- | ----------------------- | ---------------- | ------------------------ |
|            |          | аквамарин               | син, синьозелен  | желязо                   |
|            |          | морганит                | розов            | манган                   |
|            |          | хелиодор                | златисто-жълт    | желязо                   |
|            |          | смарагд (=изумруд)      | прозрачен, зелен | хром, понякога ванадий   |
|            |          | червен берил (=биксбит) | червен, розов    | манган                   |
|            |          | гошенит                 | безцветен        |                          |